# Bythinella austriaca
Bythinella austriaca là một loài ốc rất nhỏ nước ngọt với một nắp, là động vật thân mềm chân bụng sống dưới nước trong họ Amnicolidae.

## Phân bố
Loài này phân bố chủ yếu ở vùng dãy núi Karpat (miền đông Alps và Karpat).
Loài này thường gặp ở:
- Bulgaria
- Cộng hòa Séc - chủ yếu ở Moravia và ở miền đông Bohemia, thỉnh thoảng có thể được tìm thấy ở gần Praha[4]
- Đức - chỉ ở Bayern and it is endangered (Gefährdet)[5]
- Ba Lan
- Slovakia

## Môi trường sống
Bythinella austriaca sinh sống ở các con suối.

## Hình ảnh

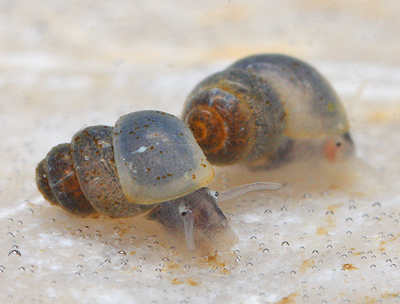
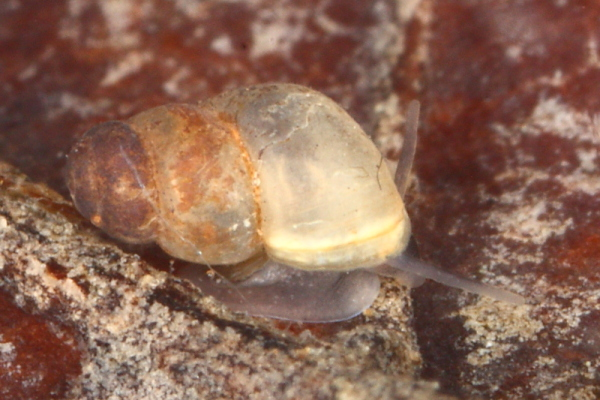